# Базюк Сергій Миколайович
Сергій Миколайович Базюк — генерал-майор, заступник Голови Служби безпеки України (до 4 квітня 2019).

## Життєпис
Народився 27 травня 1967 року в м. Березовка Одеської області.
У 1988 році здобув вищу військово-політичну освіту, у 2006 році — курси Національної академії СБ України.
З 1992 року проходив військову службу на оперативних та керівних посадах у регіональному органі Служби безпеки України. Починаючи з 2007 року, працює на різних посадах у Центральному управлінні СБ України по лінії боротьби з корупцією та організованою злочинністю, а з 2009 року — контррозвідувального захисту економіки держави.
З 2014 року по 2015 рік очолював Управління СБУ в Миколаївській області.
У жовтні 2015 року Указом Президента України № 615 призначений заступником Голови СБ України.
Звільнений з посади 4 квітня 2019 року.

## Нагороди
Генерал-майор Базюк С. М. нагороджений низкою відомчих відзнак та заохочень.

## Військові звання
- 25 травня 2016 року було присвоєно звання генерал-майора.[3]